# Тульчинский, Лев Иосифович
Лев Иосифович Тульчинский (1924—2013) — советский экономист, доктор экономических наук (1969).

## Биографические данные
Родился 21 января 1924 года в городе Александрия
Участник Великой Отечественной войны. 20 июня 1941 года, окончив школу, в 17 лет добровольцем записался в РККА. После 2 месяцев общевойсковой подготовки был направлен на трёхмесячные курсы связистов, по окончании которых служил на передовой до первого ранения и контузии, направлен в госпиталь в Ташкент. После 3 месяцев излечения прибыл на переформирование в город Пензу. Победу встретил в Кёнигсберге. Место службы: 5-й отдельный батальон связи Харьковского военного округа (ХВО), отдельный испытательный батальон Научно-испытательного института связи Главного управления связи Красной армии (НИИС ГУС КА); воинское звание — лейтенант. Награждён орденами и медалями за боевые заслуги. Награждён Орденами Красной Звезды (1976) и Отечественной войны I степени (1985).
Был демобилизован в 1946 году. Член ВКП(б).
В 1946—1950 годах обучался и окончил Московский финансовый институт по специальности «финансы и кредит», одновременно работал пионервожатым в Московской средней школе № 277, написал ряд публикаций на эту тему.
С 1950 года начал работать в Министерстве Финансов РСФСР, где занимался вопросами составления и исполнения бюджета РСФСР.
В 1960—1970 годах занимался экономикой Тувы, присоединившейся к СССР в 1944 году. Написал несколько работ по экономике Тувы, в 1962 году защитил по этой теме кандидатскую диссертацию в Московском финансовом институте.
В 1970-е годы работал в Научно-Исследовательском Финансовом Институте при Минфине СССР.
В 1969 году защитил докторскую диссертацию на тему «Экономические проблемы профессионального образования населения СССР».
в 1980—1990-х годах работал в НИИ автомобильного транспорта, работал там по последнего дня жизни, — в 1990-х годах отказался поехать вместе с семьёй сына в США.
Умер 12 ноября 2013 года в Москве.

## Труды
Автор около 150 работ, статей в ряде энциклопедий, включая Большую Советскую Энциклопедию, неоднократно печатался в зарубежных изданиях.

### 1940—1949 гг.
- Язык и оружие врага // Цикл статей летом-осенью 1944 года в газете «За Родину» Приволжского военного округа.
- Юный пионер // Журнал «Вожатый», № 7 , 1949
- Больше знать, лучше учиться // Журнал «Вожатый» № 9, 1949
- Плохой Совет // Газета «Комсомольская Правда», № 222/7471, 20 сентября 1949
- Советское шефство над школой // Газета «Сигнал», № 38/792, 30 сентября 1949
- В помощь школе // Журнал «Вожатый» № 11, 1949

### 1950—1959 гг.
- Чему я учусь у педагогов, посещая уроки // Журнал «Вожатый», № 2, 1950
- Пионерское поручение // Газета «Пионерская правда», № 28/3323 7 апреля, 1950
- Сбор, посвященный учителю // Журнал «Семья и школа», № 2, 1951
- Мой личный план // Газета «Московский комсомолец», № 54/1430, 1951
- Дела курганских ребят // Газета «Пионерская правда», № 63/3462 7 августа 1951
- Звеньевой // Газета «Московский комсомолец», № 204/1580, 18 октября 1951
- Связь семьи с пионерской организацией // Журнал «Семья и школа», № 11, 1951
- Первые сборы в пионерском отряде // Журнал «Начальная школа», № 11, 1951
- О некоторых недостатках в подготовке молодых специалистов. Журнал «Советские финансы», № 11, 1951
- Когда отсутствует контроль за исполнением бюджета // Газета «Призыв», № 19/10345, 27 января 1952
- Не допускать нарушений в исполнении бюджетов // Газета «Советская Мордовия», 23 марта 1952
- Бюджетные средства использовать строго по назначению. Газета «Псковская правда», № 111/1927, 6 июля 1952
- Укреплять финансовую дисциплину. Газета «Уральский рабочий», № 250/11518, 22 октября 1953
- Бюджет и финансово-культурное развитие Тувинской автономной области. Журнал «Финансы и кредит» № 5 1954 г.
- Полнее использовать местные источники доходов. Журнал «Финансы СССР» № 4 1955 г.
- Развитие автомобильного транспорта Тувинской автономной области. Журнал «Автомобильный транспорт» № 2 1955 г.
- Повышать производительность труда, снижать себестоимость продукции. Газета «Белгородская правда», № 255, 15 января 1955
- Автомобильный транспорт может работать лучше. Газета «Горьковская Правда» № 183/11402 8 августа 1956 г.
- Звено юных пионеров. Книга под ред. В. Г. Яковлева 1956 г.
- Проверка цеховых и общезаводских расходов. Книга. Госфиниздат. 1956 г.
- Развитие здравоохранения Тувинской автономной области. Журнал «Здравоохранение» № 8 1957 г.
- Сборники документов по истории Октября в национальных районах РСФСР // Журнал «Исторический архив», № 6, 1958
- Возможности снижения убытков ЖКХ.Журнал «Финансы СССР» № 11 1959 г.
- Тува — край лесных богатств. Газета «Лесная промышленность» № 13/1153 29 января 1959 г.
- Беречь государственную копейку. Газета «Сталинградская Правда» № 53/13633 5 марта 1959 г.
- Рационально использоватьохотничье хозяйство Тувы. Журнал «Охота и охотничье хозяйство» № 3 1959 г.

### 1960—1969 гг.
- Потребительская кооперация Тувы. Журнал «Советская портебительская кооперация» № 2 1960 г.
- Народные умельцы Тувы. Газета «Тувинская Правда» № 197/4749 2 октября 1960 г.
- К вопросу о зарождении финансово-кредитной системы в Туве (1921—1944 гг.). Ученые записки «ТНИИЯЛИ» № 9 1961 г.
- Проверяют финансисты-общественники. Журнал «Советы депутатов трудящихся» № 11 1961 г.
- Роль государственного бюджета СССР в социалистических преобразованиях и дальнейшем развитии экономики и культуры Советской Тувы. Автореферат диссертации на соискание ученой степени к.э.н. 1961.
- Развитие фармации в Туве. Журнал «Аптечное дело» № 4 1962.
- Народное хозяйство Тувинской АССР. Журнал «Вестник статистики» № 11 1962
- О дополнительных ресурсах бюджета. Ученые записки ТНИИЯЛИ № 10 1963
- Этого требуют интересы дела (экономика высшего образования). Газета «Дагенстанская правда» № 155/11798 3 июля 1963 г.
- Серия статей в Финансово-кредитном словаре 1964
- Вопросы экономики Высшего образования (заметки экономиста). Журнал «Вестник Высшей Школы» № 4 1964 г.
- Пути повышения эффективности затрат на высшее образование. Журнал «Финансы СССР» №; 1964 г.
- Досадные неточности. Журнал «Финансы СССР» № 9 1964 г.
- К вопросу определения рентабельности народного образования. Статья в кн. «Тезисы докладов» МГПИ 1965 г.
- О лекционном курсе по экономике образования. Статья в кн. «Вопросы экономики образования» 1965 г.
- Общественные фонды народного потребления. «Знание» 1965 г.
- Заработная плата учителя в СССР. «Педагогическая энциклопедия» т. 2 1965 г.
- Проблемы материального стимулирования подготовки рабочих кадров. Журнал «Финансы СССР» № 6 1965 г.
- Ещё раз об экономике высшего образования. Журнал «Вестник высшей школы» № 5 1965 г.
- Рабочий — степень ученая. Газета «Комсомольская правда» № 225/12384 24 сентября 1965 г.
- Масштабы пятилетки. Бюллетень «Знания народу» № 11 1966 г.
- К вопросу о самоокупаемости училищ. Журнал «Профессионально-техническое образование» № 1 1966 г.
- Финансовые вопросы профессионально-технического образования. Журнал «Финансы СССР» № 1 1966 г.
- Инженер-техник или рабочий. Газета «Правда» № 60/17377 1 марта 1966 г.
- План и бюджет 1966 года. Бюллетень «Знания народу» № 2 1966 г.
- О методологии исчисления общественных фондов потребления. Журнал «Вестник статистики» № 6 1966 г.
- Финансовые проблемы профессионального образования в СССР (в училищах, техникумах, вузах). 1968 г.
- В борьбу вложи духовный капитал. Газета «Комсомольская правда» № 51/12518 2 марта 1966 г.
- Бесплатные миллиарды. Газета «Комсомольская правда» № 242/12709 16 октября 1966 г.
- Проблемы рентабельности вложений средств в народное образование. Журнал «Советская педагогика» № 2 1966 г. Издан перевод в ПНР в журнале «Nowa sckola» #9 1966 г.
- L’ECONOMIE DE L’EDUCATION NATIONALE. Журнал «Democratie nouvelle» Париж, Франция, ноябрь 1966 г.
- Среднее специальное образование в новых условиях. Журнал «среднее специальное образование» № 1 1966 г.
- Вопросы методологии исчесления стоимости подготовки специалистов в ВУЗе. Книга «Организация и эффективность научной работы студентов высших учебных заведений» Томск 1967 г.
- ВУЗ и вал. Газета // «Комсомольская правда», № 134/12904, 10 июля 1967
- КПД образования // «Литературная газета», № 30, 29 июля 1967
- Экономические проблемы профессионального образования. Журнал «Финансы СССР» № 8 1967 г.
- Общественные фонды потребления и рост благосостояния трудящихся советской Тувы. "Ученые записки ТНИИЯЛИ № 12 1967 г.
- Вопросы метдики исчислениястоимости образования. Журнал «Советская Педагогика» № 12 1967 г.
- Вопросы сметно-хозяйственного расчета в научно-исследовательских организациях. (Соавтор Ашанина А. Ф.) Постоянная комиссия СЭВ. 1968 г.
- Финансовые проблемы профессиональной переквалификации кадров в СССР. Доклад для АН СССР к XXIV конгрессу Международного института государственных финансов. Турин. Италия. 10 — 13 сентября 1968 г.
- Вопросы методики и организации определения экономической эффективности научно-исследовательских работ. Книга «Методы и практика определения эффективности и новой техники». Наука 1968 г.
- Проблемя экономики образования. Книга «Развитие и размещение производительных сил Сибири» Новосибирск 1969 г.
- Методика определения стоимостиподготовки специалистов. Книга «Социологические и экономические проблемы образования» Новосибирск 1969 г.
- Пути совершенствованиянормирования труда в ВУЗах. Журнал «Социалистическиц труд» № 11 1969.
- Научно-технический прогресс и проблемы подготовки и повышения квалификации кадров. Книга «Научно-техническая революция и строительство коммунизма» Лен-д 1969 г.

### 1970—1979 гг.
- Актуальные проблемы экономики профессионального образования. Книга "Социально-экономические проблемы профессионально-технического образования. Лен-д 1970 г.
- Location of vocational training establishments. Журнал «Cirf Pablications international labour office» Женева 1970 г.
- Социально-экономические проблемы народного образования. Книга «Просвещение» 1969 г.
- Бюджет поселкового совета. Книга 1970 г.
- Влияние научно-технического прогресса на исменение структуры рабочего класса в СССР. Журнал «Советская Педагогика» № 9 1971 г.
- Очерки бюджета Тувы. (Тульчинский Л. И. и Каплунов А. И. Под ред. к. э. н. Солдатова В. П.) Кызыл, Тувкнигоиздат 1972 г.
- Проблемы рационального использования рабочей стлы на предприятии. Книга «Предприятие в системе народного хозяйства» М. 1972 г.
- Принципы планирования оптимального размещения высших и средних специальных учебных заведений. Книга "Вопросы планирования высшего образования. М. 1972 г.
- Economic planning and the financing of higher education. Paris 1972 y.
- Пути свершенствования взаимоотношения совхоз-заводов с государством. Книга "Основные направления направления совершествования распределения прибыли в аграрно-промышленных предприятиях. М. 1973 г.
- Рост культуры и благосостояния населения. Книга "Экономика Тувинской АССР. Кызал 1973 г.
- Научно-техническая революция и экономика высшего образования. Книга «Экономика высшего образования» Казань 1973 г.
- Экономика высшего образования и научно-техническая революция. Журнал «Вопросы теории и методологии высшего образования» М. 1973 г.
- Пошлины. БСЭ. Т. 20 М. 1975 г.
- Пошлины дифференциальные. БСЭ. Т. 20 М. 1975 г.
- Пошлины покровительственные. БСЭ. Т. 20 М. 1975 г.
- Пошлины таможенные. БСЭ. Т. 20 М. 1975 г.
- Преференции. БСЭ. Т. 20 М. 1975 г.
- Опыт и проблемы аграрно-промышленного кооперирования. Книга «Опыт и проблемы аграрно-промышленного кооперирования». М. 1975 г.
- Материально-техническое снабжение и сбыт. Учебник М. 1976 .
- Экономика и финансы аграрно-промышленных предприятий. Москва 1976 г.
- Таможенная блокада. БСЭ. Т. 25 М. 1976 г.
- Таможенная политика. БСЭ. Т. 25. М. 1976 г.
- Таможенный союз. БСЭ. Т. 25 М. 1976 г.
- Таможенный тариф. БСЭ. Т. 25. М. 1976 г.
- Таможня. БСЭ. Т. 25. М. 1976 г.
- Методика определения доходов и расходов от автобусных перевозок. М. 1977 г.
- Беру слово (Обсуждаем проект Конституции СССР). Газета «Комсомольская правда» № 186/15993 10 августа 1977 г.
- Политэкономические аспекты теории транспорта. В кн. «Проблемы развития автомобильного транспорта». М. 1977 г.
- Классификация транспорта СССР. Журнал «Вестник статистики» № 4 1978 г.
- Подоходный налог. Экономическая энциклопедия. Политическая экономия. Т.№ 3 М. 1979
- Пошлины. Экономическая энциклопедия. Политическая экономия. Т. № 3 М. 1979.
- Таможенная блокада."Экономическая энциклопедия. Политическая экономия". Т. № 3. 1979 г.
- Некоторые социально-экономические проблемы на автомобильном транспорте. В книге «Развитие теории и интенсификация транспорта». М. 1979 г.

### 1980—1989 гг.
- Методика построения комплексной системы долгосрочных проездных билетов на внутригородском наземном пассажирском транспорте.(М-во автомоб. транспорта РСФСР, М-во жил.-коммун. хоз-ва РСФСР) [Исполн.: д. э. н. Л. И. Тульчинский и др.]. — 1980 г.
- Методические указания по составлению транспортно-экспедиционно-финансового плана производственного объединения (предприятия) транспортно-экспедиционного обслуживания населения (М-во автомоб. трансп. РСФСР, Гл. план.-экон. упр. и др. ; Разраб. Л. И. Тульчинским и др.). 1980 г.
- Таможенная конвенция. Экономическая энциклопедия. Политическая экономия. Т. 4 М. 1980 г.
- Таможенная политика. Экономическая Энциклопедия. Политическая экономия. М. 1980 г.
- Таможенный союз. Экономическая энциклопедия. Политическая экономия. Т. 4 М. 1980 г.
- Таможенный тариф. Экономическая энциклопедия. Политическая экономия. Т. 4 М. 1980 г.
- Экономика и финансы автобусных перевозок : Сб. науч. Статей. (Гос. НИИ автомоб. трансп. ; Под ред. Тульчинского Л. И.) 1980 г.
- Методика расчета стоимости долгосрочных проездных билетов на всех видах пассажирского транспорта. Сборник научных работ. ЦБНТИ НИИАТ. М. 1980 г.
- Методические указания по анализу и снижению себестоимости внутригородских автобусных перевозок. ЦБНТИ Минавтотранса РСФСР, 1981 г.
- Финансово-экономические механизмы управления автобусным транспортом. (Под ред. Л. И. Тульчинского) НИИАТ, 1982 г.
- Премирование за экономию ресурсов на автомобильном транспорте. Транспорт, 1982 г
- Повышение производительности труда на автомобильном транспорте : Сб. науч. тр. / Гос. НИИ автомоб. трансп. (Под ред. Л. И. Тульчинского, И. А. Венгерова) НИИАТ, 1985 г.
- Tранспортно-экспедиционный финансовый план: (Л. И. Тульчинский, А. В. Маркин, Т. Е. Брунштейн, А. Н. Миронов); Транспорт, 1986 г.
- Организация анализа себестоимости пассажирских перевозок и его результаты. ЦБНТИ Минавтотранса РСФСР, вып. 2 М. 1986 г.
- Внутрипроизводственный хозрасчет в производственном объединении автомобильного транспорта. Книга. Калининиздат. 1989 г.

### 1990—1999 гг.
- Рынок и автотранспортная наука. Журнал «Автомобильный транспорт» № 12 1990 г.
- В мире деловых слов. А-И. Самиздат. 1992 г. — 1996 г.